# Dachhiri Sherpa
Dachhiri Dawa Sherpa (Chulemo-Taksindu, 3 novembre 1969) è un ex fondista e ultramaratoneta nepalese, specializzato nell'ultratrail.

## Biografia

### Carriera atletica
Originario del distretto di Solukhumbu, ha debuttato a livello agonistico nell'ultratrail nel 2001 e nel 2003 ha vinto la prima edizione dell'Ultra-Trail du Mont-Blanc, ottenendo piazzamenti di rilievo anche in successive edizioni.

### Carriera sciistica
Ha iniziato a dedicarsi al fondo nel 2003; non ha mai esordito in Coppa del Mondo e ha gareggiato prevalentemente in Alpen Cup.
In carriera ha preso parte a tre edizioni dei Giochi olimpici invernali, Torino 2006 (94º nella 15 km), Vancouver 2010 (92º nella 15 km) e Soči 2014 (86º nella 15 km), e a due dei Campionati mondiali (127º nella sprint a Liberec 2009 il miglior piazzamento). In tutte e tre le rassegne olimpiche è stato il portabandiera, nonché unico rappresentante, del suo Paese.

## Palmarès

### Atletica leggera

#### Ultra-Trail du Mont-Blanc
- 1 vittoria (nel 2003)